# Place de la Résistance (Paris)
Pour les articles homonymes, voir Place de la Résistance.
La place de la Résistance est une place du 7e arrondissement de Paris.

## Situation et accès
La place se situe au bord de la Seine, cinq avenues et une rue la rejoignent :
- le pont de l'Alma au nord ;
- le quai d'Orsay à l'ouest ;
- le quai Branly à l'est ;
- l'avenue Rapp au sud-ouest ;
- l'avenue Bosquet au sud-est ;
- la rue Cognacq-Jay.

La place de la Résistance est desservie, en traversant à pied le pont de l'Alma, par la ligne 9 à la station Alma - Marceau) et par la gare du Pont de l'Alma de la ligne C du RER.

## Origine du nom
La place est un hommage aux Forces françaises libres (FFL) et aux Forces françaises de l'intérieur (FFI) qui ont combattu l'occupation nazie durant la Seconde Guerre mondiale.

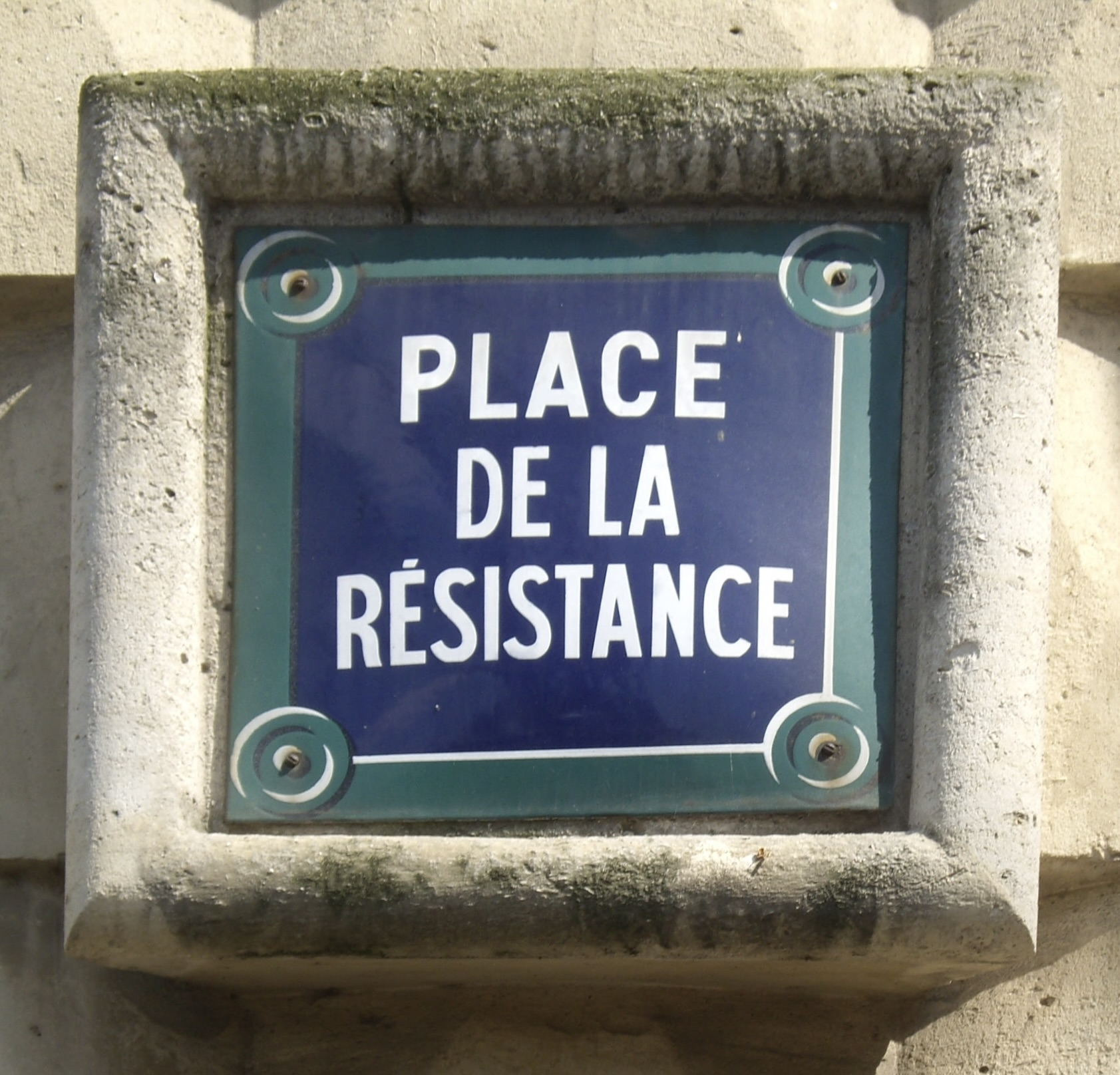
Plaque de la place.
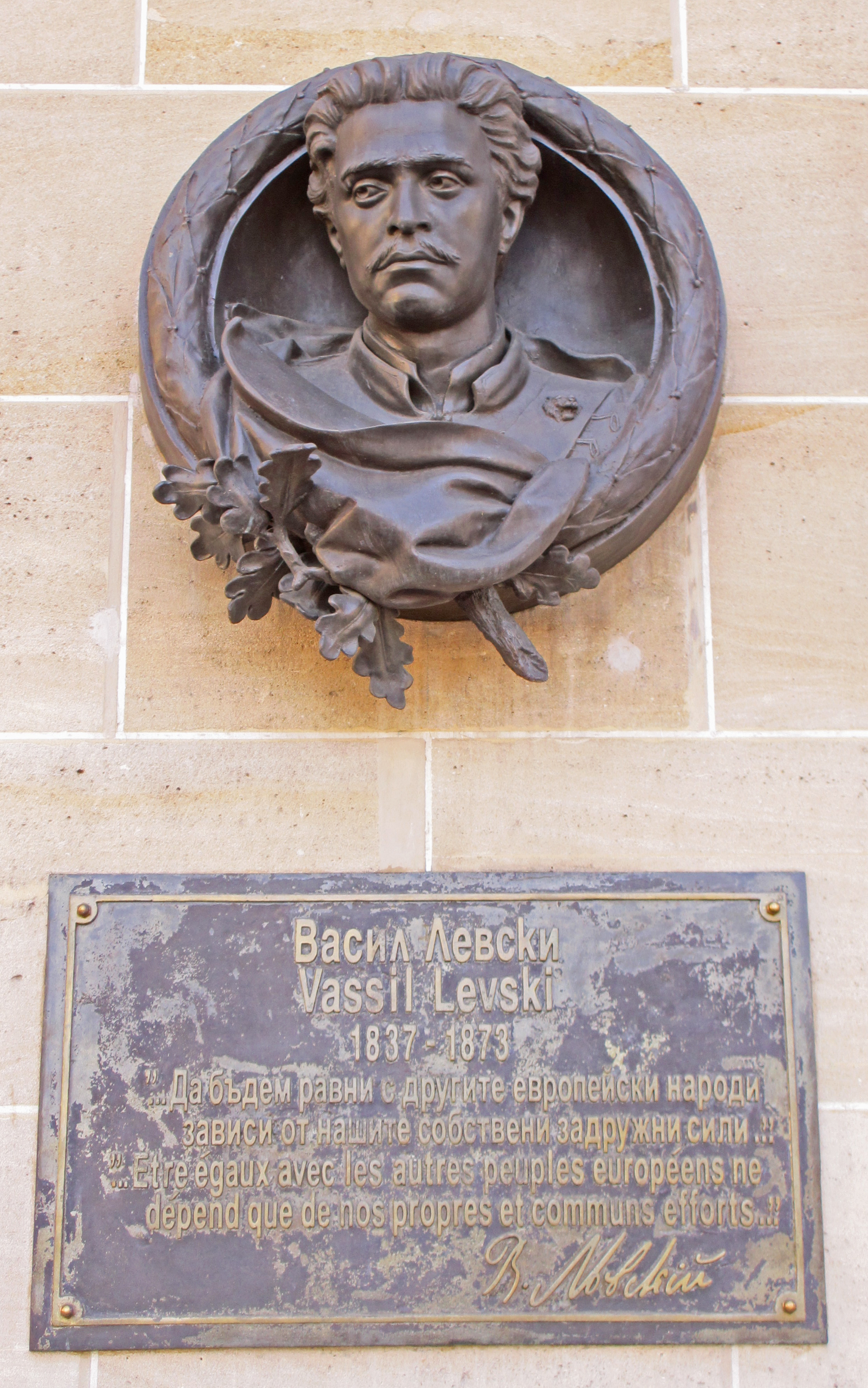
Sculpture et plaque en mémoire de Vassil Levski sur la façade de l'ambassade bulgare.

## Historique
Cette place a été créée en 1951 par le détachement d'une partie des avenues Rapp et Bosquet.
En 1959, l'architecte Édouard Albert a proposé d'y édifier d'hôtel suspendu, une tour qualifiée de « structure arborescente ».

## Bâtiments remarquables et lieux de mémoire
- No 1 (autres entrées aux 91-93, quai d'Orsay et 26, rue Cognacq-Jay) : immeuble de style Art déco construit en 1930 par l’architecte Léon Azéma[2].
- L’ancien siège de Météo-France se situait au 1, quai Branly. Il est remplacé par la cathédrale de la Sainte-Trinité.
- L'ambassade de Bulgarie en France se situe au 1, avenue Rapp.
- Les bureaux du Grand port maritime de Marseille se situent au 23, rue Cognacq-Jay.
- Le musée des Égouts de Paris se situe face au 93, quai d'Orsay.

## Filmographie
- 2010 : Les Petits Mouchoirs, film de Guillaume Canet. Ludo, le personnage interprété par Jean Dujardin, quitte la discothèque Le Baron et traverse la place en scooter, direction avenue Rapp, où il a un accident automobile.